# Valentin Lebedev
Valentin Vital'evič Lebedev (in russo Валентин Витальевич Лебедев?; Mosca, 14 aprile 1942) è un cosmonauta sovietico.
Dopo la laurea in ingegneria e il dottorato conseguiti a Mosca, ha lavorato all'OKB 1, l'ufficio di progettazione di Sergej Pavlovič Korolëv. Nel 1971 è stato selezionato come cosmonauta e ha effettuato il suo primo volo spaziale nel 1973 con la Sojuz 13. È ritornato nello spazio con la Sojuz T-5 insieme ad Anatolij Nikolaevič Berezovoj, trascorrendo 211 giorni sulla stazione spaziale Saljut 7.
Nel 1993 ha lasciato il programma spaziale sovietico e si è dedicato completamente ad attività scientifiche, tra cui lo sviluppo di mappe dedicate alle dinamiche degli ecosistemi. Nel 2000 è diventato il primo cosmonauta ad essere ammesso all'Accademia russa delle scienze.
Lebedev è autore di 157 pubblicazioni scientifiche, 27 articoli sulla rivista Nauka i Zhizn (in russo Наука и жизнь?) ed è anche autore e coautore di nove monografie e due libri di testo scolastici.
Lebedev è sposato e ha un figlio.

## Premi e onori

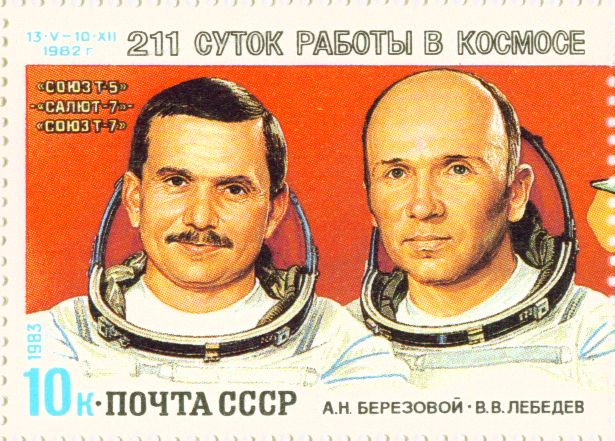
Valentin Lebedev su un francobollo sovietico (sulla sinistra, Anatolij Nikolaevič Berezovoj)

- Eroe dell'Unione Sovietica nel 1973 e 1982
- Ordine di Lenin nel 1973 e 1982
- Legion d'Onore (Francia) nel 1982
- Medaglia d'oro di K. Tsiolkovsky nel 1984

Nel 1978 un pianetino è stato chiamato Lebedev in suo onore.
| Controllo di autorità | VIAF (EN) 22940067 · ISNI (EN) 0000 0003 7424 5804 · LCCN (EN) n85043409 · GND (DE) 118909770 |